# Château de Levrecey
 (juillet 2015).
Le château de Levrecey est un château situé à Velleguindry-et-Levrecey, en France.

## Localisation
Le château est situé sur la commune de Velleguindry-et-Levrecey, dans le département français de la Haute-Saône.

## Historique
L'édifice est inscrit au titre des monuments historiques en 2000.